# اودا نوبوتومو
اودا نوبوتومو (به ژاپنی: 織田 信友 Oda Nobutomo)، نام دیگر اودا هیرونوبو (広信)، اودا نوبوتویو (信豊)، (۱۵۱۶ – ۱۰ مه ۱۵۵۵) یک سامورایی در دوره سنگوکو بود. او شوگودای (زیر دست شوگو یا «فرماندار») بود و بر چهار ناحیه پایین ولایت اُواری حکمرانی می‌کرد. خود وی از رهبر یکی از شعبه‌های خاندان اودا بنام «خاندان اینابا نو کامی» بود اما بعدها جانشین اودا تاتسوکاتسو رهبر شعبه دیگری از خاندان اودا بنام خاندان کیوسو اودا (یاماتو نو کامی) شد. اودا تاتسوکاتسو احتمالاً پدر وی بود یا بنا بر فرض دیگر نوبوتومو به فرزندخواندگی وی درآمده بود. اودا نوبوتومو پس از مرگ اودا تاتسوکاتسو شوگودای (معاون فرماندار) ولایت اُواری شد. وی همچنین ارباب و صاحب قلعه کیوسو بود.
اودا نوبوتومو در خدمت و زیردست شیبا یوشیمونه بود که به‌طور اسمی شوگو (فرماندار) ولایت اُواری بود اما در عمل امور توسط نوبوتومو اجرا می‌شد. بین او و پدر اودا نوبوناگا، اودا نوبوهیده بر سر برتری قدرت در ولایت اُواری چندین بار درگیری درگرفت که در آخر به صلح خاتمه پیدا کرد. بعد از مرگ اودا نوبوهیده وی از پسر دوم وی بنام اودا نوبویوکی جهت رهبری خاندان و جانشینی پدرش حمایت کرد که موجب درگیری با پسر ارشد نوبوهیده بنام اودا نوبوناگا شد. این درگیری در سال ۱۵۵۲ به نبرد کایاتزو انجامید.
در سال ۱۵۵۴ وی با همکاری یکی از ملازمان خود ساکای دایزن با نقشه قبلی پسر و محافظان شیبا یوشیمونه را به بیرون از قلعه فرستاد و یوشیمونه را در داخل قلعه به قتل رساند. پسر وی شیبا یوشی‌کانه به سوی قلعه نوبوناگا رفته و از وی امان خواست.
عموی نوبوناگا اودا نوبومیتسو که از نوبوناگا پشتیبانی می‌کرد. در ۱۹ آوریل ۱۵۵۵ به اودا نوبوتومو مالک قلعه کیوسو طوری وانمود کرد که قصد همکاری با او را دارد و با همراهانش به قلعه وارد شد اما روز بعد نوبوتومو را به قتل رساند و قلعه را به پسر برادرش نوبوناگا که از مدت‌ها قبل قلعه را به محاصره درآورده بودند واگذار کرد؛ و باعث پیروزی نوبوناگا در این نبرد شد. به عنوان پاداش قلعه ناگویا که تا به حال اقامتگاه نوبوناگا بود، به وی واگذار شد.